# Egyházasdengeleg
Egyházasdengeleg – wieś i gmina w północnej części Węgier, w pobliżu miasta Pásztó.
Miejscowość leży na obszarze Średniogórza Północnowęgierskiego i należy do powiatu Pásztó, wchodzącego w skład komitatu Nógrád.
Gmina Egyházasdengeleg liczy 480 mieszkańców (2009) i zajmuje obszar 15,75 km².